# Ilex kleinii
Ilex kleinii é uma espécie de planta do gênero Ilex.  

## Taxonomia
A espécie foi descrita em 1967 por Gabriel Edwin. 